# PGC 41442
LEDA/PGC 41442 ist eine leuchtschwache Irreguläre Galaxie vom Hubble-Typ Irr im Sternbild Jungfrau auf der Ekliptik, die schätzungsweise 24 Millionen Lichtjahre von der Milchstraße entfernt ist. Gemeinsam mit zwölf weiteren Galaxien bildet sie die NGC 4442-Gruppe (LGG 288) und wird unter der Katalognummer VCC 1357 als Mitglied des Virgo-Galaxienhaufens aufgeführt.